# William Thomas Cosgrave
William Thomas Cosgrave (Dublino, 6 giugno 1880 – Dublino, 16 novembre 1965) è stato un politico irlandese.

## Biografia
È stato il primo Taoiseach (Presidente del Consiglio esecutivo dello Stato libero d'Irlanda). Suo figlio, Liam Cosgrave, è stato a sua volta Taoiseach dal 1973 al 1977.